# Ivans Klementjevs
Ivans Klementjevs (Riga, 18 novembre 1960) è un ex canoista sovietico, dal 1991 lettone.

## Carriera
Ha vinto tre medaglie olimpiche: una d'oro a Seul 1988 e due d'argento a Barcellona 1992 e Atlanta 1996, tutte nel C1 1000 m. Ha vinto anche sette titoli mondiali tra il 1985 e il 1994.

## Palmarès
- Olimpiadi
  - Seul 1988: oro nel C1 1000 m.
  - Barcellona 1992: argento nel C1 1000 m.
  - Atlanta 1996: argento nel C1 1000 m.

- Mondiali
  - 1983: argento nel C2 500 m.
  - 1985: oro nel C1 1000 m.
  - 1986: argento nel C1 1000 m.
  - 1987: bronzo nel C1 1000 m.
  - 1989: oro nel C1 1000 m e C1 10000 m.
  - 1990: oro nel C1 1000 m e bronzo nel C1 10000 m.
  - 1991: oro nel C1 1000 m e argento nel C1 10000 m.
  - 1993: oro nel C1 1000 m.
  - 1994: oro nel C1 1000 m.
  - 1995: bronzo nel C1 1000 m.